# Lancer du disque féminin aux Jeux olympiques d'été de 2008
Navigation
Athènes 2004 Londres 2012
Le concours du lancer du disque féminin aux Jeux olympiques de 2008 a lieu le 15 août pour les qualifications, et le 18 août 2008 pour la finale, dans le Stade national de Pékin.
Les limites de qualifications étaient de 61,00 m pour la limite A et de 59,00 m pour la limite B.

## Records
Avant cette compétition, les records dans cette discipline étaient les suivants :
| Record du monde  | 76,80 m | Gabriele Reinsch | Allemagne de l'Est | 9 juillet 1988    | Neubrandenburg |
| Record olympique | 72,30 m | Martina Hellmann | Allemagne de l'Est | 29 septembre 1988 | Séoul          |

## Médaillées
| Or                      | Argent         | Bronze     |
| Stephanie Brown-Trafton | Olena Antonova | Aimin Song |

## Résultats

### Finale (17 août)
| Rang | Pays        | Athlète                   | Marque       | Essais | Essais | Essais | Essais | Essais | Essais |
| Rang | Pays        | Athlète                   | Marque       | 1      | 2      | 3      | 4      | 5      | 6      |
| ---- | ----------- | ------------------------- | ------------ | ------ | ------ | ------ | ------ | ------ | ------ |
| 1    | États-Unis  | Stephanie Brown-Trafton   | 64,74 m      | 64,74  | -      | -      | 58,39  | 61,3   | -      |
| 2    | Ukraine     | Olena Antonova            | 62,59 m (SB) | 60,79  | 62,16  | -      | 60,50  | 62,59  | 62,34  |
| 3    | Chine       | Song Aimin                | 62,20 m      | 56,41  | 59,55  | 62,17  | 61,75  | 62,20  | 60,51  |
| 4    | Tchéquie    | Věra Pospíšilová-Cechlová | 61,75 m      | -      | 61,08  | -      | 58,74  | 61,75  | 61,66  |
| 5    | Biélorussie | Ellina Zvereva            | 60,82 m      | 60,43  | 60,10  | -      | -      | 60,34  | 60,82  |
| 6    | Chine       | Li Yanfeng                | 60,68 m      | 60,68  | -      | 59,72  | -      | -      | 60,62  |
| 7    | France      | Mélina Robert-Michon      | 60,66 m      | 60,49  | -      | -      | -      | 60,66  | 60,45  |
| 8    | Australie   | Dani Samuels              | 60,15 m      | 57,14  | -      | 60,15  |        |        |        |
| 9    | États-Unis  | Aretha Thurmond           | 59,80 m      | 56,72  | 59,80  | 57,99  |        |        |        |
| 10   | Biélorussie | Iryna Yatchanka           | 59,27 m      | -      | -      | 59,27  |        |        |        |
| 11   | Roumanie    | Nicoleta Grasu            | 58,63 m      | 58,63  | -      | -      |        |        |        |
| DQ   | Cuba        | Yarelis Barrios           | DQ           | 63,17  | 63,64  | 62,22  | 62,12  | -      | 60,3   |

### Qualifications (15 août)
38 lanceuses de disque étaient inscrites à ce concours, deux groupes de qualifications ont été formés. La limite de qualifications était fixée à 61,50 m ou au minimum les 12 meilleures lanceuses de cette phase de qualifications.
Natalya Sadova, championne olympique en titre et Beatrice Faumuina, ancienne championne du monde sont éliminées dès ces qualifications.
| Rang | Pays        | Athlète                 | Distance       | Essais | Essais | Essais |
| ---- | ----------- | ----------------------- | -------------- | ------ | ------ | ------ |
| 1    | États-Unis  | Stephanie Brown-Trafton | 62,77 m Q      | 57,78  | -      | 62,77  |
| 2    | Biélorussie | Iryna Yatchenko         | 62,26 m Q      | 62,26  | -      | -      |
| 3    | Cuba        | Yarelis Barrios         | 62,23 m Q      | 62,23  | -      | -      |
| 4    | France      | Mélina Robert-Michon    | 62,21 m Q (SB) | -      | 55,18  | 62,21  |
| 5    | Australie   | Dani Samuels            | 61,72 m Q      | -      | -      | 61,72  |
| 6    | Ukraine     | Olena Antonova          | 61,25 m q      | 61,25  | 60,61  | 59,92  |
| 7    | Biélorussie | Ellina Zvereva          | 60,28 m q      | -      | 60,28  | 59,60  |
| 8    | Ukraine     | Natalya Fokina-Semenova | 60,18 m        | -      | 60,18  | -      |
| 9    | Pologne     | Wioletta Potepa         | 59,44 m        | 59,44  | 59,2   | 59,10  |
| 10   | Pologne     | Joanna Wisniewska       | 59,40 m        | 59,4   | 58,08  | -      |
| 11   | Brésil      | Elisângela Adriano      | 58,84 m        | -      | -      | 58,84  |
| 12   | Ukraine     | Kateryna Karsak         | 58,61 m        | -      | 53,14  | 58,61  |
| 13   | Croatie     | Vera Begic              | 58,50 m        | 55,87  | 58,50  | -      |
| 14   | Chine       | Ma Xuejun               | 58,45 m        | 58,45  | -      | 56,84  |
| 15   | États-Unis  | Suzanne Powell Ross     | 58,02 m        | 58,02  | -      | -      |
| 16   | Royaume-Uni | Philippa Roles          | 57,44 m        | -      | 56,88  | 57,44  |
| 17   | Inde        | Harwant Kaur            | 56,42 m        | 56,38  | 56,38  | 56,42  |
| 18   | Russie      | Oxana Esipchuk          | 55,07 m        | 54,91  | 54,34  | 55,07  |
| 19   | Îles Cook   | Tereapii Tapoki         | 48,35 m        | 46,77  | 44,11  | 48,35  |

| Rang | Pays             | Athlète                   | Distance      | Essais | Essais | Essais |
| ---- | ---------------- | ------------------------- | ------------- | ------ | ------ | ------ |
| 1    | Roumanie         | Nicoleta Grasu            | 62,51 m Q     | 57,75  | 62,51  | -      |
| 2    | États-Unis       | Aretha Thurmond           | 61,90 m Q     | 58,7   | 61,9   | -      |
| 3    | Chine            | Song Aimin                | 61,67 m Q     | 59,89  | 61,31  | 61,67  |
| 4    | Tchéquie         | Vera Pospíšilová-Cechlová | 61,61 m Q     | 61,61  | -      | -      |
| 5    | Chine            | Li Yanfeng                | 61,29 m q     | 60,99  | 61,29  | -      |
| 6    | Serbie           | Dragana Tomaševic         | 60,19         | 55,59  | -      | 60,19  |
| 7    | Cuba             | Yania Ferrales            | 59,87         | 59,87  | 58,73  | 59,85  |
| 8    | Russie           | Svetlana Ivanova          | 59,48         | -      | -      | 59,48  |
| 9    | Afrique du Sud   | Elizna Naude              | 58,75         | 58,75  | 57,09  | 58,35  |
| 10   | Inde             | Krishna Poonia            | 58,23         | 57,31  | 58,23  | 58,15  |
| 11   | Russie           | Natalya Sadova            | 58,11         | -      | 58,11  | 57,76  |
| 12   | Nouvelle-Zélande | Beatrice Faumuina         | 57,15         | 57,15  | -      | 54,49  |
| 13   | Biélorussie      | Hanna Mazgunova           | 56,77         | -      | -      | 56,77  |
| 14   | Suède            | Anna Söderberg            | 55,28         | -      | 55,28  | 53,48  |
| 15   | Lituanie         | Zinaida Sendriute         | 54,81         | 54,81  | 53,41  | 52,42  |
| 16   | Bulgarie         | Venera Getova             | 54,00         | 52,51  | 54,00  | 52,40  |
| 17   | Grèce            | Dorothéa Kalpakídou       | 53,00         | -      | 53,00  | 51,61  |
| 18   | Argentine        | Rocío Comba               | 51,36         | -      | -      | 51,36  |
|      | Pologne          | Zaneta Glanc              | aucune marque | -      | -      | -      |

## Légende
Records et Performances
- AR : Record continental (area record)
- CR : Record des championnats (championship record)
- MR : Record du meeting (meet record)
- NR : Record national (national record)
- OR : Record olympique (olympic record)
- PR : Record paralympique (paralympic record)
- PB : Record personnel (personal best)
- SB : Meilleure performance personnelle de la saison (season's best)
- WL : Meilleure performance mondiale de l'année (world leader)
- WJR : Record du monde junior (world junior record)
- WR : Record du monde (world record)

Circonstances et Conditions
- DNF : N'a pas terminé (did not finish)
- DNS : N'a pas pris le départ (did not start)
- DQ : Disqualification (disqualification)
- NM : Aucun essai valable enregistré (No Mark)
- Q : Qualifié « directement » au prochain tour (ou à la prochaine compétition), lors d'une compétition majeure, grâce au classement ou à la réalisation des minima (automatic qualifier)
- q : Qualifié au prochain tour (ou à la prochaine compétition), lors d'une compétition majeure, grâce au repêchage ou à la réalisation de l'une des meilleures performances parmi celles des « non qualifiés directement » (grâce au meilleur temps ou à la meilleure distance par exemple) (secondary qualifier)